# Cirey
Cirey, auch Cirey-lès-Bellevaux genannt, ist eine Gemeinde im französischen Département Haute-Saône in der Region Bourgogne-Franche-Comté.

## Geographie
Cirey liegt auf einer Höhe von 228 m über dem Meeresspiegel, sechs Kilometer südöstlich von Rioz und etwa 20 Kilometer nordöstlich der Stadt Besançon (Luftlinie). Das Dorf erstreckt sich im Süden des Départements in der breiten Talebene des Ognon südlich der Waldhöhen des Bois de Bellevaux.
Die Fläche des 13,09 km² großen Gemeindegebiets umfasst einen Abschnitt des mittleren Ognon-Tals. Von Osten nach Westen wird das Gebiet vom Ognon durchquert, der mit großen Mäandern in einer ungefähr zwei Kilometer breiten Alluvialebene fließt. Die Talebene liegt auf durchschnittlich 225 m und wird landwirtschaftlich genutzt. Entlang dem Fluss gibt es verschiedene Weiher, die wegen des hohen Grundwasserspiegels in ehemaligen Sandgruben entstanden. Südlich der Talebene reicht der Gemeindeboden bis an den Rand des Waldgebietes Bois de la Chaille. 
Im Norden wird das Ognontal von waldigen Anhöhen flankiert, die aus einem Wechsel von kalkigen und sandig-mergeligen Schichten der oberen Jurazeit bestehen. Den Hauptteil des Gebietes nimmt der Bois de Bellevaux ein, auf dem mit 329 m die höchste Erhebung von Cirey erreicht wird. Er wird im Westen durch das Tal von Bellevaux vom Châtelard (290 m) getrennt. Weiter nach Norden erstreckt sich das Gemeindeareal auf das Plateau von Marloz und bis in die Waldungen der Grands Bois (bis 325 m).
Zu Cirey gehören neben dem eigentlichen Ort folgende Weilersiedlungen:
- Bellevaux (235 m) im engen Tal zwischen dem Châtelard und dem Bois de Bellevaux
- Les Neuves-Granges (280 m) im oberen Teil des Tals von Bellevaux
- Marloz (275 m) in einer Rodungsinsel zwischen dem Bois de Bellevaux und den Grands Bois

Nachbargemeinden von Cirey sind Ruhans im Norden, Beaumotte-Aubertans und Vandelans im Osten, Rigney und Valleroy im Süden sowie Chambornay-lès-Bellevaux und Rioz im Westen.

## Geschichte
Archäologische Prospektionen ließen auf eine große römische Villenanlage am nordwestlichen Ortsrand schließen, aus der das Dorf hervorgegangen sein könnte. Der Fund eines Gräberfeldes aus der Merowingerzeit bei Marloz deutet auf eine Kontinuität der Besiedlung des Gebietes hin. Seit dem Hochmittelalter ist die Ortsgeschichte von Cirey eng mit derjenigen des nahen Klosters Bellevaux verknüpft. Dieses Kloster wurde 1119 als erstes Zisterzienserkloster der Freigrafschaft Burgund gegründet und spielte eine wichtige Rolle in der Ausbreitung des Ordens nach Osten. Es wurde nicht wie andere Zisterzienserklöster auf Brachland installiert, sondern auf längst kultiviertem Land im Einzugsgebiet alter Siedlungen. Die zisterziensische Wirtschaft prägte fortan die Gegend; Ortsbezeichnungen wie Neuves Granges und Vieilles Granges sowie der Beiname lès Bellevaux von Cirey und Chambornay zeugen bis heute davon. Seit 1135 wird das Gebiet Bella Vallis (schönes Tal) genannt. Stifter des Terrains, auf dem das Kloster gegründet wurde, waren die Herren von La Roche im nahen Rigney. 
Im Mittelalter gehörte Cirey zur Freigrafschaft Burgund und darin zum Gebiet des Bailliage d’Amont. Die Lokalherrschaft oblag den Herren von Cromary. Eine Adelsfamilie, die den Dorfnamen trug, ist im 12. Jahrhundert erwähnt. Auch sie gehörte zum Kreis der frühen Stifter des Klosters, das bald nach seiner Gründung Herr des Ortes war und auch die Kirche unter sich hatte. Bis zur Französischen Revolution blieben die Geschicke der Gemeinde untrennbar mit jenen des Klosters verbunden. Beide litten unter kriegerischen Auseinandersetzungen um die Freigrafschaft seit dem späten 13. Jahrhundert. Während einer längeren Friedenszeit unter spanisch-habsburgischer Herrschaft im 16. Jahrhundert richtete das Kloster in Cirey eine Schmiede und später eine Mühle ein. Der Dreißigjährige Krieg brachte das Ende dieser Blüte: Cirey war praktisch entvölkert, im Kloster harrte 1650 allein der Prior aus. Zusammen mit der Franche-Comté gelangte Cirey mit dem Frieden von Nimwegen 1678 definitiv an Frankreich. Darauf folgte eine lange Friedenszeit und eine allmähliche wirtschaftliche Erholung. Prägend für das Ortsbild war die Bautätigkeit unter dem letzten Abt von Bellevaux im 18. Jahrhundert. Die Französische Revolution brachte die Auflösung des Klosters und damit die Unabhängigkeit der Gemeinde Cirey mit sich, zu deren Gebiet nun auch Bellevaux gehörte (als Weiler lieu-dit-Bellevaux). Zu weiteren Gebietsveränderungen kam es 1807 mit der Eingemeindung von Les Neuves-Granges (1806: 198 Einwohner) und 1808 mit der Eingemeindung von Marloz (1806: 221 Einwohner). Heute ist Cirey Mitglied des 33 Ortschaften umfassenden Gemeindeverbandes Communauté de communes du Pays Riolais.

## Sehenswürdigkeiten

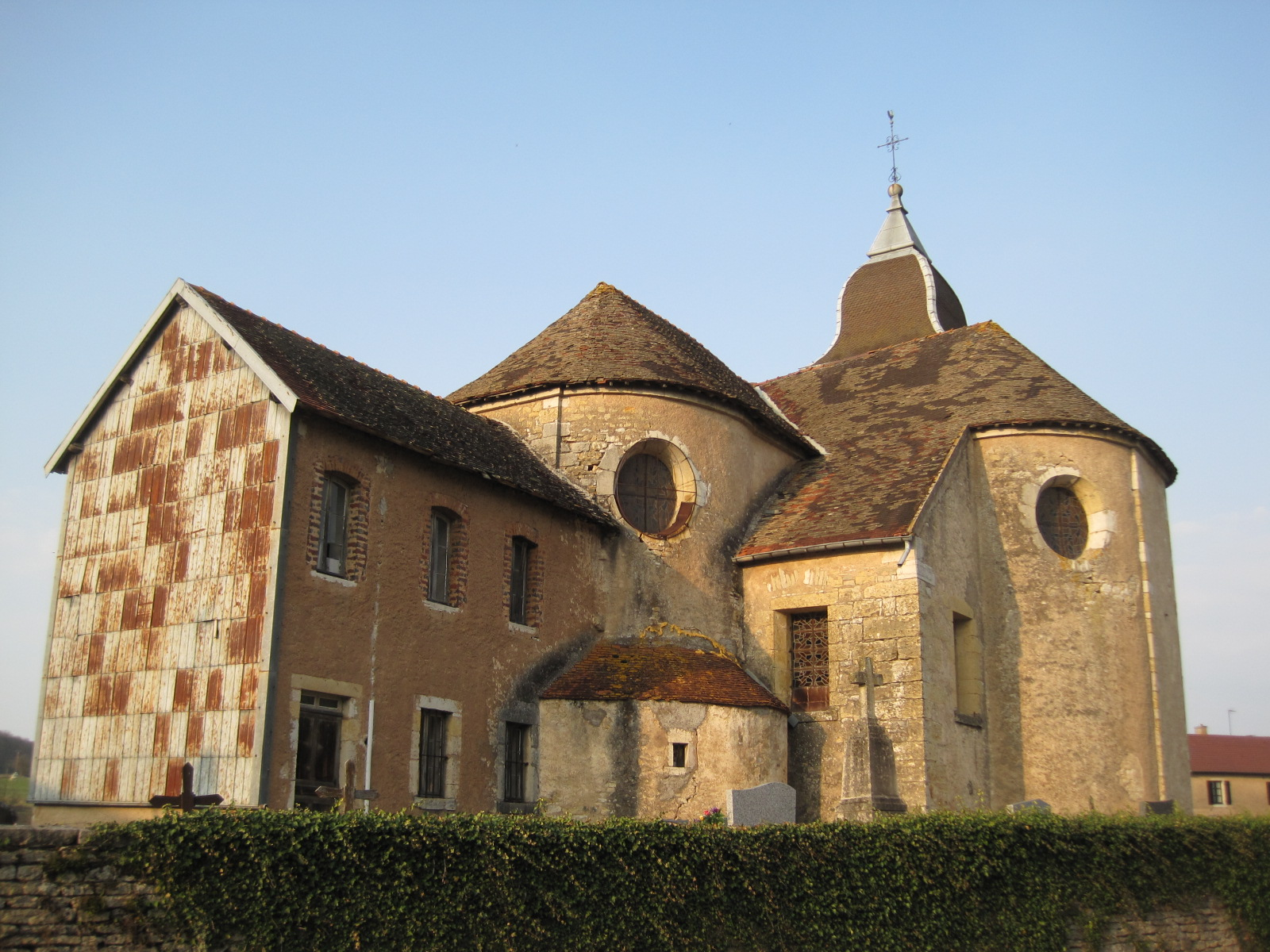
Kirche Saint-Maurice

Die architektonisch bemerkenswerte Kirche von Cirey wurde im späteren 18. Jahrhundert im klassizistischen Stil mit dem Grundriss eines griechischen Kreuzes erbaut. Ihre architektonische Opulenz übersteigt den Rang einer gewöhnlichen Dorfkirche, die nicht einmal eine eigene Pfarrei war, und steht im Zusammenhang mit den gleichzeitigen umfangreichen Bauarbeiten im Kloster Bellevaux. Nach dessen Aufhebung sicherte sich die Gemeinde etliche Ausstattungsstücke der später abgebrochenen Abteikirche für ihre Kirche, die 1803 eigenständige Pfarrei wurde. Zur reichen Kirchenausstattung gehören seither ein Sarkophag aus rosa Granit aus dem 12. Jahrhundert mit einigen Reliquien des heiligen Petrus II. Erzbischof von Tarentaise, der 1174 im Kloster Bellevaux starb, das Chorgestühl aus dem 17. Jahrhundert (ebenfalls aus der Klosterkirche Bellevaux) und Mobiliar aus dem 18. Jahrhundert (zugänglich nach Verabredung; Kontaktdaten am Kirchenportal). 
Zu den erhaltenen historischen Profanbauten gehören die ehemalige Mühle (Mühlengebäude datiert 1784, im Wohnhaus ehemals dieselben Türen wie im 1786–1788 erbauten Konventsgebäude des Klosters Bellevaux, das Besitzer der Mühle war) und die ehemalige Fayencemanufaktur. Von der Straße zwischen Cirey und Neuves-Granges aus sind links das Hauptgebäude (errichtet 1786–1788), das Einfahrtstor (datiert 1764, mit mehrheitlich neu gepflanzter Lindenallee davor, sowie riesigen Platanen des 18. Jahrhunderts dahinter) und das Wirtschaftsgebäude (datiert 1762, mit späterem Kopfbau und Umbauten der 1970er-Jahre) des ehemaligen Klosters Bellevaux (seit dem 19. Jahrhundert "Château de Bellevaux" genannt) zu sehen, alles Bauten, die unter dem letzten Abt Louis Albert de Lezay-Marnésia errichtet wurden (heute Privatbesitz, nicht öffentlich zugänglich). Rechts der Straße sind zwei Gebäude des 18. Jahrhunderts zu sehen, ein ehemals zum Kloster gehöriges Gehöft.

## Bevölkerung
| Jahr                       | 1790 | 1962 | 1968 | 1975 | 1982 | 1990 | 1999 | 2007 |
| Einwohner                  | 269  | 192  | 189  | 185  | 200  | 225  | 232  | 319  |
| Quellen: Cassini und INSEE |      |      |      |      |      |      |      |      |

Mit 371 Einwohnern (1. Januar 2022) gehört Cirey zu den kleineren Gemeinden des Département Haute-Saône. Nachdem die Einwohnerzahl in der ersten Hälfte des 20. Jahrhunderts deutlich abgenommen hatte (1886 wurden noch 388 Personen gezählt), wurde seit Mitte der 1970er Jahre wieder ein leichtes Bevölkerungswachstum verzeichnet.

## Wirtschaft und Infrastruktur
Cirey war bis weit ins 20. Jahrhundert hinein ein vorwiegend durch die Landwirtschaft (Ackerbau, Obstbau und Viehzucht) und die Forstwirtschaft geprägtes Dorf. Zur Zeit des Klosters bestanden in Cirey Schmieden und Mühlen, im 18. Jahrhundert sogar eine Fayencemanufaktur (1763–1780). Eine Ziegelei des Klosters gelangte 1792 in Privatbesitz und war bis zum Anfang des 20. Jahrhunderts aktiv. Heute gibt es verschiedene Betriebe des lokalen Kleingewerbes. Viele Erwerbstätige sind auch Wegpendler, die in den größeren Ortschaften der Umgebung ihrer Arbeit nachgehen.
Die Ortschaft liegt abseits der größeren Durchgangsachsen an einer Departementsstraße, die von Voray-sur-l’Ognon nach Loulans-Verchamp führt. Weitere Straßenverbindungen bestehen mit Rioz, Rigney und Moncey.

## Persönlichkeiten
- Pascal Coupot (* 1960), Bildhauer, lebt und arbeitet in Cirey. Von seiner Hand stammen etliche öffentliche Werke und Denkmäler in Besançon und der weiteren Umgebung. (persönliche Website mit zahlreichen Bildern)